# Calliphora croceipalpis
Calliphora croceipalpis este o specie de muște din genul Calliphora, familia Calliphoridae, descrisă de Jaennicke în anul 1867. Conform Catalogue of Life specia Calliphora croceipalpis nu are subspecii cunoscute.